# William Franklyn
William Franklyn est un acteur britannique né le 22 septembre 1925 à Londres et mort le 31 octobre 2006.

## Filmographie partielle
- 1952 : Secret People de Thorold Dickinson : Chirurgien (non créditée)
- 1953 : Operation Diplomat de John Guillermin : Dr. Gillespie (non créditée)
- 1954 : Time Is My Enemy de Don Chaffey : Peter Thompson
- 1954 : The Crowded Day de John Guillermin : Officiel du studio
- 1955 : Out of the Clouds de Basil Dearden : Opérateur radio de la tour de contrôle (non créditée)
- 1955 : The Love Match de David Paltenghi : Arthur Ford
- 1955 : Opération Tirpitz (Above Us the Waves) de Ralph Thomas : N° 1, X2
- 1957 : La Marque (Quatermass 2) de Val Guest : Brand
- 1957 : That Woman Opposite de Compton Bennett : Ned Atwood
- 1957 : The Flesh Is Weak de Don Chaffey : Lloyd  Buxton
- 1958 : L'homme au masque de verre (The Snorkel) de Guy Green : Wilson
- 1959 : Le Mouchard (Danger Within) de Don Chaffey : Capitaine Tony Long
- 1960 : The Big Day de Peter Graham Scott : M. T. Selkirk
- 1961 : Les Pirates de la nuit (Fury at Smugglers' Bay) de John Gilling : Le capitaine
- 1961 : Le gang des coffres (Pit of Darkness) de Lance Comfort : Richard Logan
- 1965 : Les Gorilles de madame Petrovna (The Intelligence Men) de Robert Asher : Colonel Grant
- 1966 : Cul-de-sac de Roman Polanski : Cecil
- 1972 : Oh le petit vilain! (Ooh… You Are Awful) de Cliff Owen : Arnold Van Cleef
- 1973 : Dracula vit toujours à Londres (The Satanic Rites of Dracula) de Alan Gibson : Torrence
- 1983 : Nutcracker de Anwar Kawadri : Sir Arthur Cartwright
- 1993 : Grandeur et Descendance (Splitting Heirs) de Robert William Young : Andrews
- 1996 : Robert Rylands' Last Journey de Gracia Querejeta : Robert Rylands